# غواكامولي
الوَكَمُولة (تبعًا للفظ المكسيكي) أو القواكمولي (تبعًا للفظ الأمريكي) ويُطلق عليه «قواك» في أمريكا الشمالية. وهي صلصة تغميس أسسها الافوكادو، أو طبق من السلطة، أول من ابتكرها هم الأزتك وهي الآن تعرف بالمكسيك. أصبحت الوَكمولة جزءا من المطبخ الأمريكي حيث تكون صلصةً للتغميس وتابلًا مكونًا للسلطة، كما هي مستخدمة صلصة تغميس في المطبخ المكسيكي الحديث.

## أصل الكلمة
جاء الأسم من لغة «الأزتك». تترجم فعليا إلى«صلصة الأفوكدو».[بحاجة لمصدر]

## التاريخ
تم حصاد الأفوكادو أولا في وسط أمريكا. ومن بداية 7000 قبل الميلاد. والتحديد الصحيح للبلد والمنشأ الأصل لا زالت تحت المسائلة. ومن بداية التسعينات صنف الناطق المرشد الأسباني الأنجليزي الوَكَمُولة «كسلطة كمثرى التمساح» زاد الوَكَمُولة ارتفاع بيع الأفوكادو في الولايات المتحدة.[بحاجة لمصدر]

## المكونات

وَكَمُولة مصنوع منزليا

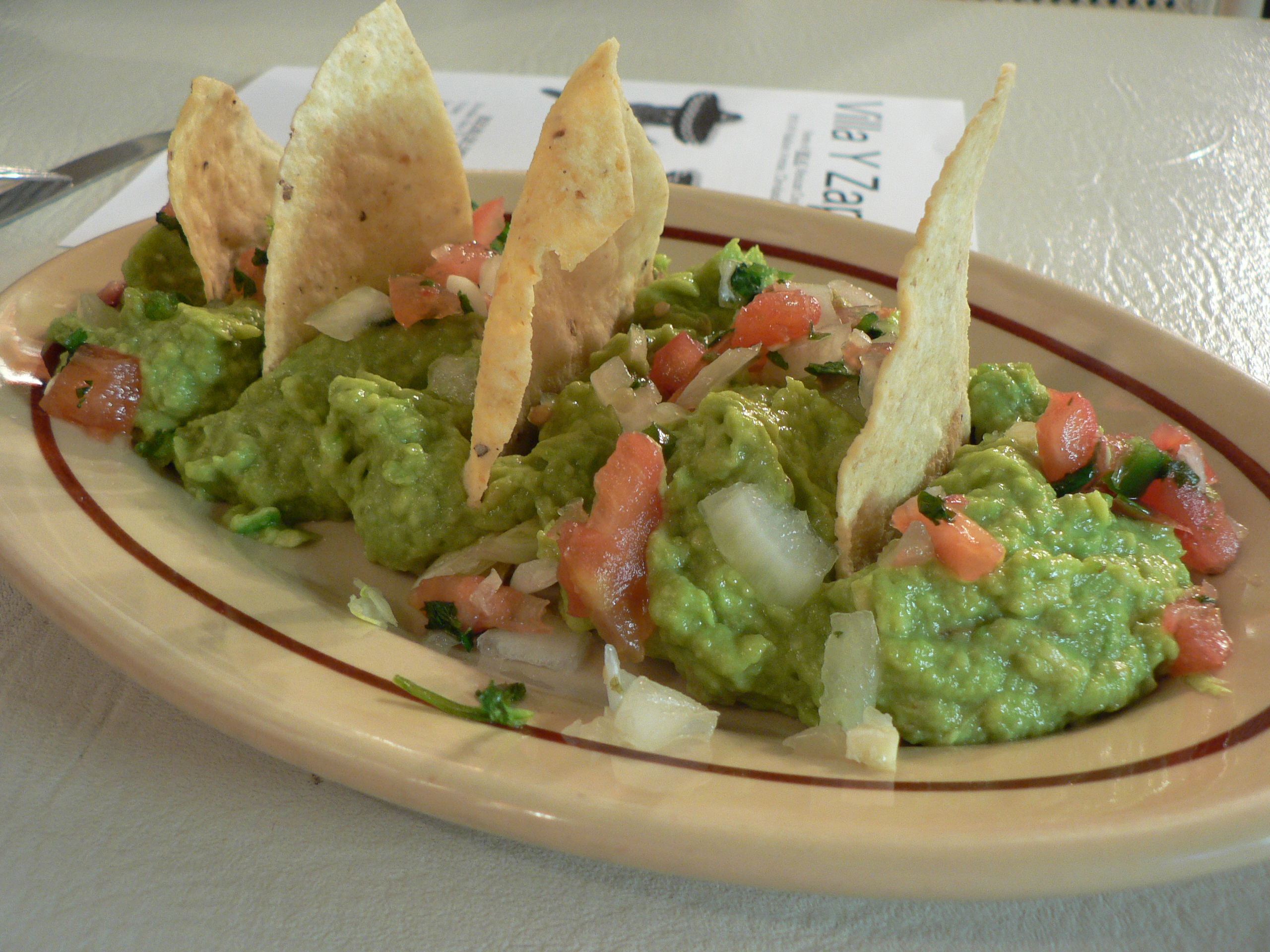
الوَكَمُولة مع رقائق التُّرتية

عادة يصنع تغميس الأفوكادو من الأفركادو الناضجة المهروسة مع الملح البحري. بعض من الوصفات تدعو لإستخدام الطماطم والبصل والثوم والليمون أو عصير الليمون
الأخضر، والفلفل الأخضرأو الفلفل الأحمر، والكزبرة أو الريحان، والهلابينيو وأو توابل إضافية. تضيف بعض من الوصفات الغير تقليدية  الكريمه الحامضة كمكون أساسي. الوَكَمُولة ايضأ كلمة أخرى
للأفوكادو في بعض مناطق أمريكا اللاتينية.
في 2 يوليو 2013 , نشرت صحيفة النيو يورك تايمز وصفة للوَكَمُولة التي تضمنت إضافة
البازلاء. بعد عامين، في تاريخ 1 يوليو 2015. نشرت الصحيفة رابط مقال لحساب في تويتر
بعنوان «أضيفوا البازلاء الخضراء إلى الوَكَمُولة الخاصة بك، ثقوا بنا» اشعلت المنشورة
تعليقات سلبية كثيرة من القارئين ومن متابعينهم. مما شجع الإعلام للتحدث عن القصة. 
نظرا لوجود مركب الاكسدايز في خلايا الأفوكادو، يسبب التعرض الأفوكادو للأكسجين في
الهواء ردة فعل إنزيمي ينشأ صبغ (melanoidin) مما يحول الصلصة إلى لون بني. تعتبر هذه النتيجة مفسدة للشهية. وتوجد طرق متعددة (البعض منها قصصيا) تستخدم لمكافحة هذه الظاهرة.

## التركيب والمواد المغذية
بما أن المكون الأساسي للطبق هو الأفوكادو النيء، فإنه يستمد قيمته الغذائية من المواد المغذية الموجودة فيه. يحتوي الأفوكادو على كمياتٍ كبيرة من فيتامين بي، ك، وإي، بالإضافة للمغنيسيوم والبوتاسيوم.

## أطعمة مشابهه

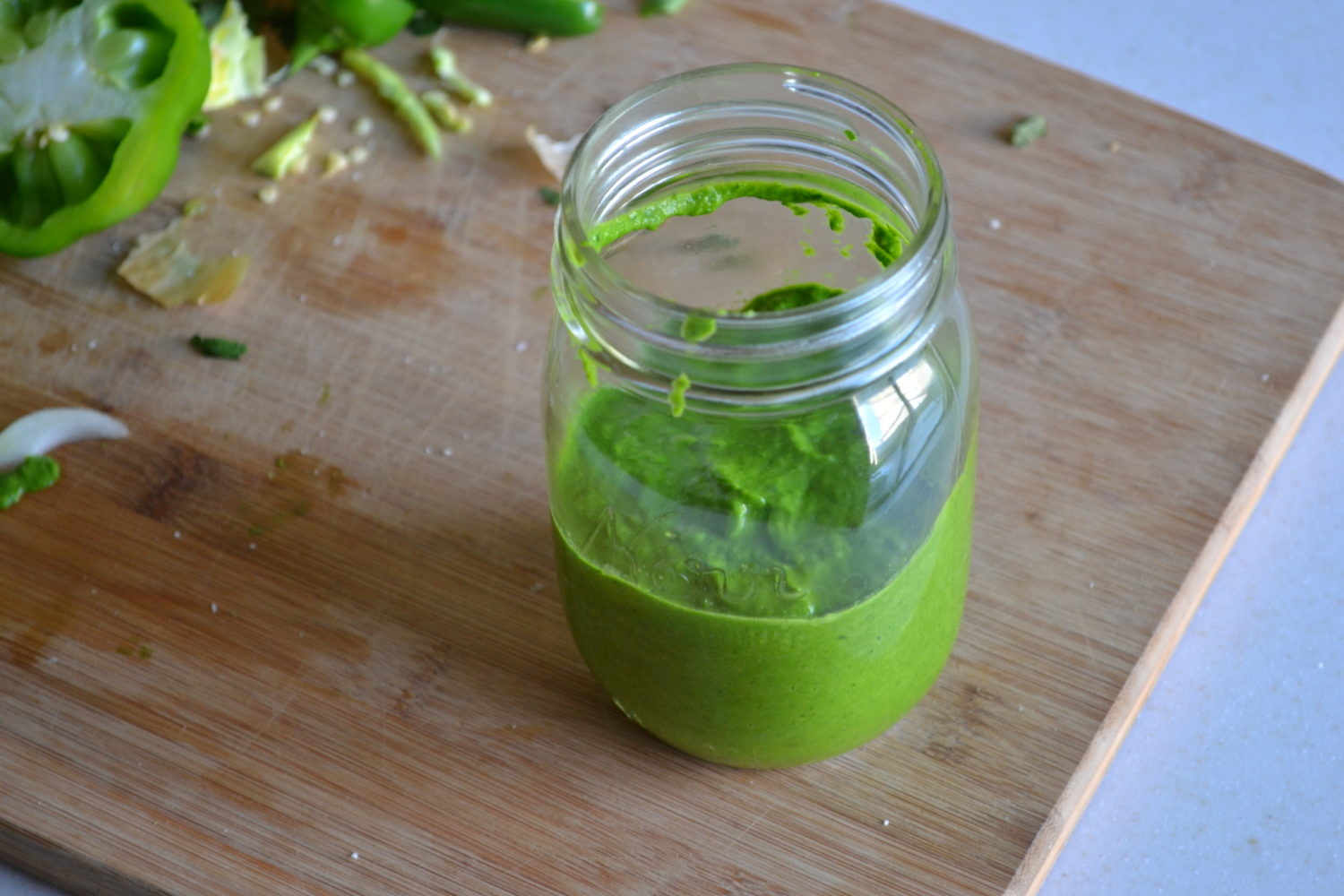
صلصة غواكامولي بالأفوكادو

### Mantequilla de pobre
هو خليط من الأفوكادو، الطماطم، والزيت وعصير الحمضيات. بغض النظر عن اسمه، البعض يظن أن تم صناعته ليشابه الزبدة. ولكن، الأفوكادو سبق قدوم البقرات التي تنتج الألبان في الأمريكات، وبالتالي لم يصنع بالأصل كبديل للزبدة.

### قواساكاكا
يعرف بأنه أخف وأكثر حموضة أو أثقل ومقطع إلى قطع كبيرة (قواوسكا)، صلصة فنزولي قاعدته الأساسية الأفوكادو. يصنع من الخل، ويقدم فوق طعام مشوي، مثل الأريباز والأيمباناداز وأطباق متعددة أخرى. من المعروف صنع القواساكا مع القليل من الصلصة الحار بدلا من الهلابينيو. القواساكا مثل الوَكَمُولة، لا يقدم عادةً كصلصة حار بمفردة.

### Salat avocado
هي سلطة لاتينية ريفية، بعصير الليمون والبصل الأخضر المقطع (البصل الربيعي) بالإضافة مع الملح والفلفل الأسود. عرفت من الفلاحين اللذين رعوا أشجار الأفوكادو في المناطق السهل الساحلي في العشرينات. منذ حين، أصبحت الأفوكادو طعام الشتاء المشهي ويتم تقطيعه في السلطات وأيضا دهنها مع الخبز. وفي يومنا الحالي تدهن أيضا على خبز البيتا والخبز المفرود.عادة تؤكل في قريات السهل الساحلي. ويشاع أيضا إضافة الكمون قبل عصير الليمون وكذلك  جبن الفيتا أو جبن السافيد.

## المنتجات التجارية
تتوفر القواكمولي المحضرة مسبقا في الأسواق. وتكون غالبا مبردة، ومجمدة أو معبئة بالضغط العالي الذي يعقم ويمدد مدة تخزينة إذا تم محافظة المنتج في 30 إلى 40 درجة فهرنهايت.